# سق ساور
سق ساور هي شركة لصناعة الأسلحة متعددة الجنسيات، تم تأسيسها لأول مرة في عام 1976م بمدينة شلسفيغ هولشتاين في ألمانيا، ثم وحالياً أصبحت تقوم بالانتاج في الولايات المتحدة الإمريكية من 1 أكتوبر 2007 وفي سويسرا.